# NGC 1572
NGC 1572 is een balkspiraalstelsel in het sterrenbeeld Graveerstift. Het hemelobject werd op 23 oktober 1835 ontdekt door de Britse astronoom John Herschel.

## Synoniemen
- PGC 14993
- ESO 303-14
- MCG -7-10-3
- AM 0421-404
- IRAS04210-4042